# Ulica Gruntowa we Lwowie
Ulica Gruntowa – ulica w rejonie sichowskim miasta Lwowa. Odchodzi od ulicy Zielonej nr 312 na południe do ulicy Wernadskiego za granice administracyjne miasta.
Nazwę współczesną otrzymała w roku 1962, wcześniej nazywała się Zielona boczna.
Kod pocztowy – 79066.